# Honkbalclub Allen Weerbaar
Le Honkbal Club Allen Weerbaar (HCAW) est un club néerlandais de baseball basé à Bussum qui évolue dans le Honkbal hoofdklasse, la division d'élite de ce sport aux Pays-Bas.

## Histoire
Le club est fondé le 23 septembre 1957. La section softball est créée en 1970 pour les femmes et en 1971 pour les hommes. Les équipes du club évoluent à domicile au HCAW Base- and Softballvalley, complexe sportif disposant de deux terrains de baseball, d'un terrain de softball et d'une salle d'entraînement.

## Palmarès
- Champion des Pays-Bas : 1996, 1998.
- Vice-champion des Pays-Bas : 1991, 1997, 1999, 2001, 2002, 2003, 2004, 2005.
- Vainqueur de la Coupe des Pays-Bas : 1998, 2004.
- Finaliste de la Coupe d'Europe des champions : 2002.
- Vainqueur de la Coupe des vainqueurs de coupe : 2000.
- Finaliste de la Coupe des vainqueurs de coupe : 1992, 2001.
- Finaliste de la Coupe d'Europe de la CEB : 1995.